# Bimota KB4
La Bimota KB4 è una motocicletta costruita dalla casa motociclistica italiana Bimota dal 2021. 
Il nome, come da nomenclatura standard della casa, sta ad indicare che questo è cronologicamente il quarto modello dotato di propulsore Kawasaki.

## Descrizione

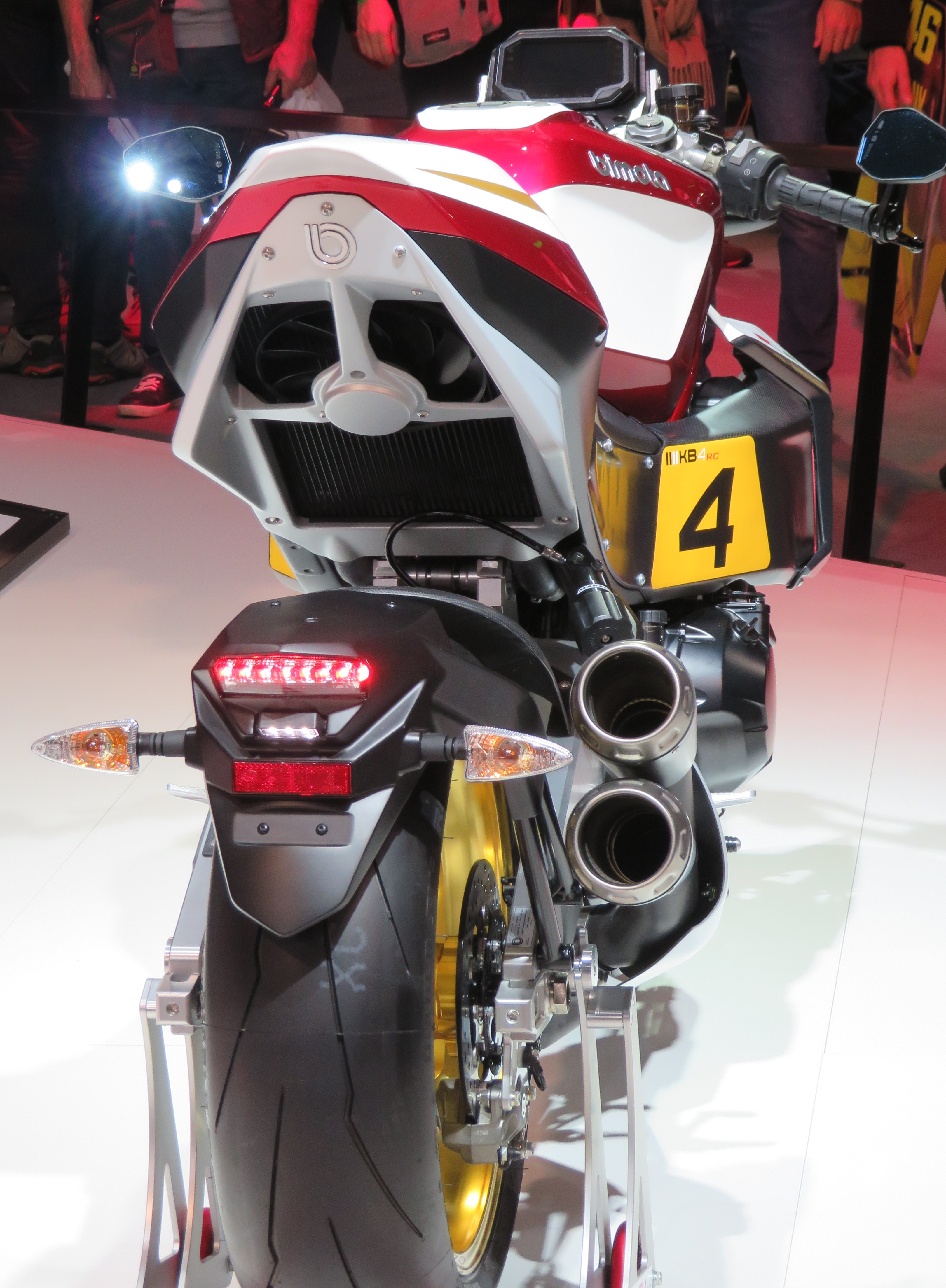
Vista del radiotore sotto sella di una KB4 RC

Presentata in versione prototipale durante l'annuncio dell'acquisizione di una quota di Bimota da parte di Kawasaki avvenuto in occasione della fiera EICMA 2019, la versione definitiva ha esordito ufficialmente sempre ad EICMA il 22 novembre 2021. Due le versioni disponibili: la KB4 e la KB4-RC. La prima è dotata di carenatura completa mentre la seconda ne è sprovvista, mantenendo solo i condotti per l'aria di raffreddamento del radiatore posti ai lati del serbatoio.
La KB4 è mossa da un motore a 4 cilindri in linea derivato dalla Kawasaki Z 1000 SX, che sviluppa una potenza di 142 CV a 10 000 giri/min con una coppia di 11,3 kgm a 8 000 giri/min.
La frenata è assicurata da due dischi all'anteriore e un disco al posteriore. Al retrotreno è presente un monoammortizzatore Öhlins regolabile elettronicamente.
Una particolare soluzione tecnica della KB4 consiste nella scelta di posizionare il radiatore per il raffreddamento del motore al di sotto della sella, alla stessa maniera della Benelli Tornado Tre. Due condotti che partono dal frontale e raggiungono il sottosella passando ai lati del serbatoio conducono il flusso d'aria verso questo radiatore. Tale configurazione permette di poter collocare la ruota anteriore più a ridosso del motore, essendo assente in quell'area il radiatore, riducendo così l'interasse della moto.